# Harold Redman
Sir Harold Redman, britanski general, * 1899, † 1986.